# Donald Jackson
Donald George "Don" Jackson, född 2 april 1940 i Oshawa i Ontario, är en kanadensisk före detta konståkare.
Jackson blev olympisk bronsmedaljör i konståkning vid vinterspelen 1960 i Squaw Valley.